# Festival alternativnog kazališnog izričaja
Festival alternativnog kazališnog izričaja (skraćeno FAKI, eng. Festival of Alternative Theatrical Expression) neprofitan je kazališni festival koji se održava u Zagrebu s naglaskom na subverzivne kazališne marginalce. Od svog je nastanka 1998. godine zamišljen kao međunarodni susret umjetnika i skupina koje djeluju izvan institucionaliziranih komercijalnih kazališta, potiču mlade izvođače i prikazuju kvalitetan umjetnički doseg. Nastao je kao odgovor na elitizam, ali i komercijalizaciju institucionalne kulturne sredine čija je politička i umjetnička jednostranost bila hendikep neovisnom, avangardnom, subverzivnom i eksperimentalnom djelovanju kazališnih i izvedbenih umjetnika. FAKI je festival alternativnog, uličnog, off i low budget teatra, a njeguje i alternativne kazališne forme (performanse, instalacije, hepening, video art...) te osim izvedbenog dijela programa, ima i bogat popratni sadržaj poput radionica, koncerata, (ne)formalnih diskusija, audicija i slično. Tijekom godina festival se otvorio prema cjelokupnoj hrvatskoj i internacionalnoj sceni.
Organizator FAKI-ja je ATTACK, autonomni kulturni centar te je program festivala u potpunosti besplatan.
Posljednji, 25. FAKI održan je od 23. do 29. svibnja 2022. godine.

## Povijest
Prvi FAKI pokrenut je kao svojevrsni prošireni program Performansa četvrtkom tadašnje Autonomne tvornice kulture - ATTACK!. Održan je u nekadašnjoj tvornici dječjih igračaka "Biserka" u Heinzelovoj ulici.

## Vanjske poveznice
- Službena stranica festivala
- Wiki za FAKI  Arhivirana inačica izvorne stranice od 22. kolovoza 2006. (Wayback Machine)